# Церква Святої Преподобної Параскеви Сербської (Верхняківці)
Церква Святої Преподобної Параскеви Сербської у Верхняківцях — парафія і храм Борщівського благочиння Тернопільської єпархії Православної церкви України в селі Верхняківці Чортківського району Тернопільської области.

## Історія церкви
У 1800 році в селі була невелика дерев'яна церква, яка згоріла у 1885 році. Після цього парафіяльна громада вирішила збудувати новий, кам'яний храм. Будівництво розпочалося у 1890 році за кошти жителів села.
Завершили будівництво у 1898 році та освятили храм на честь святої преподобної Параскеви Сербської.
У період з 1965 по 1977 рік храм був зачинений. За служіння о. Івана Дзюби в церкві було проведено ремонт, збудовано двоповерхову кам'яну капличку та муровану огорожу.
У 2005—2006 роках проведено ремонтні роботи, встелено бруківку, куплено вишиті обруси.

## Парохи
- о. Петро Канцюба,
- о. Павло Дубіцький,
- о. Михайло Дубчак,
- о. Носальський,
- о. Василь Мавізінський,
- о. Степан Щиголь,
- о. Володимир Герус,
- о. Михайло Друзик (1981—1987),
- о. Іван Дзюба,
- о. Руслан Матвіїшин (з 2001).